# Certieni, Neamț
Certieni este un sat în comuna Bârgăuani din județul Neamț, Moldova, România.

Conform recensământului din anul 2011, populația stabilă (rezidentă) a satului Certieni era de 144 persoane, reprezentând 4,11% din populația totală a comunei Bârgăuani. Este al nouălea sat din comună ca mărime din punct de vedere al numărului de locuitori.

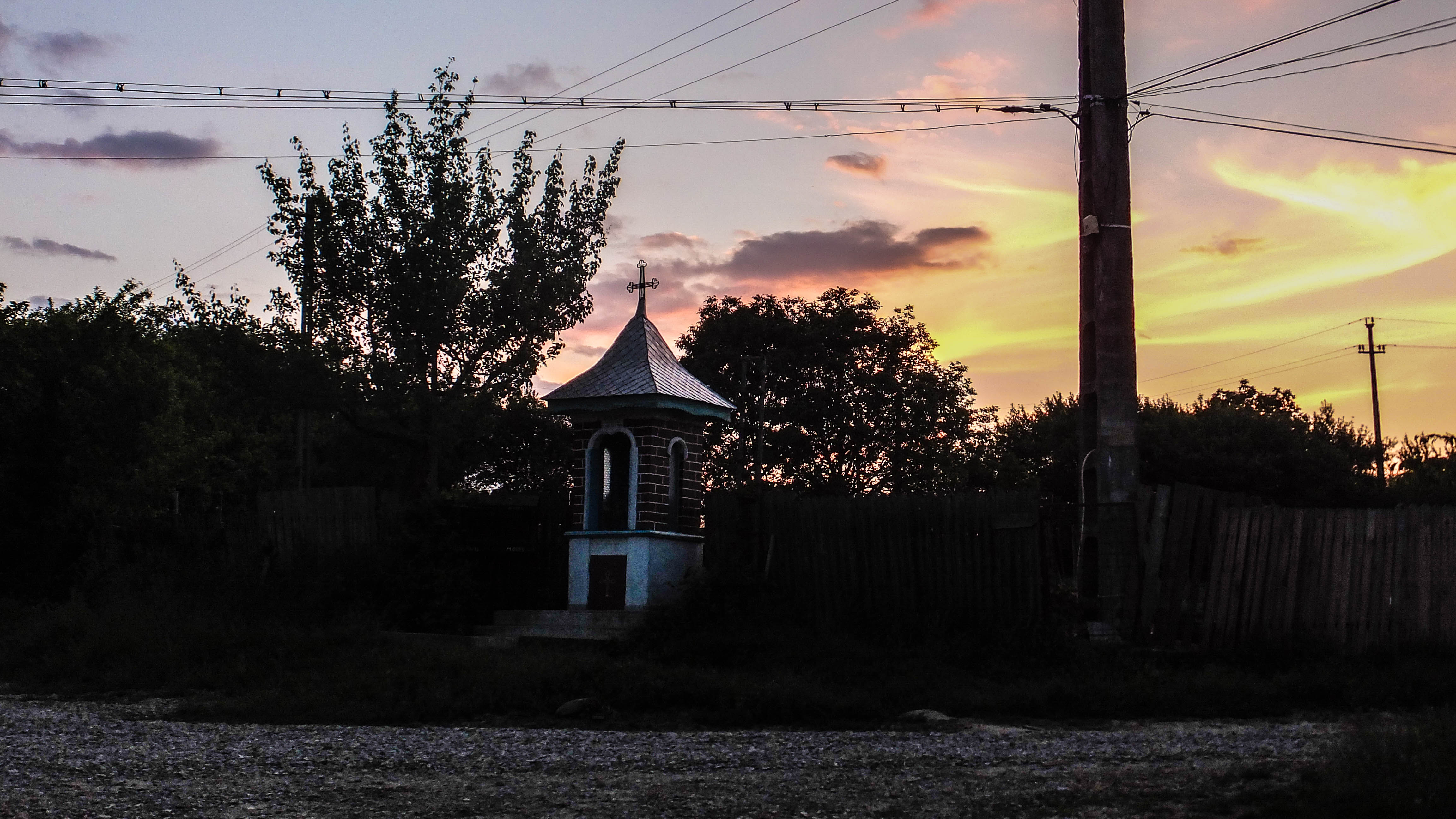
Troița din Certieni